# Вятский ярус
| Пермский период в ОСШ (Россия) Деление по состоянию на март 2024 года |              |                |                       |
| система                                                               | отдел        | ярус / век     | Ниж. граница, млн лет |
| Триас                                                                 | Нижний       | Индский        | 251,902±0,024         |
| Пермь                                                                 | Татарский    | Вятский        | 259,51±0,2            |
| Пермь                                                                 | Татарский    | Северодвинский | 264,28±0,16           |
| Пермь                                                                 | Биармийский  | Уржумский      | 266,9±0,4             |
| Пермь                                                                 | Биармийский  | Казанский      | 273,01±0,14           |
| Пермь                                                                 | Приуральский | Уфимский       | ?                     |
| Пермь                                                                 | Приуральский | Кунгурский     | 283,5±0,6             |
| Пермь                                                                 | Приуральский | Артинский      | 290,1±0,26            |
| Пермь                                                                 | Приуральский | Сакмарский     | 293,52±0,17           |
| Пермь                                                                 | Приуральский | Ассельский     | 298,9±0,15            |
| Карбон                                                                | Верхний      | Гжельский      | больше                |

Вятский ярус (англ. Vyatkian Stage) — последний (верхний) ярус татарского отдела, пермской системы и всего паеозоя в Общей стратиграфической шкале (ОСШ) России. Охватывает породы, сформировавшиеся в вятский век татарской эпохи пермского периода, 259,51—251,9 миллионов лет назад (всего около 8 миллионов лет). Расположен над северодвинским ярусом татарского отдела пермской системы палеозойской эры и под индским ярусом нижнего триаса следующей, мезозойской эры. Является вероятным аналогом вучапинского и чансинского ярусов лопинского отдела в Международной стратиграфической шкале (МСШ).
Название, данное в честь реки Вятка, предложил В. И. Игнатьев в 1962 году.
Нижняя граница (подошва) яруса определяется появлением остракод зоны Wjatkellina fragilis — Dvinella cyrta, соответствующей основанию тетраподной подзоны Chroniosaurus levis.

## История
В 1956 году В. И. Игнатьев выделил вятский ярус в качестве пермского надгоризонта, содержащего быковский и нефёдовский горизонты, в бассейне реки Вятка. В 1962 году вятский ярус уже в качестве горизонта со стратотипом на Вятке был включён в стратиграфическую схему Восточно-Европейской платформы. Со временем вятский и более низкий северодвинский горизонт стали прослеживаться на всей обозначенной территории. В 1970-е гг после многочисленных комплексных исследований выяснилось, что северодвинский горизонт стратотипически соответствует вятскому горизонту в его стратотипе на Вятке. После этого северодвинский горизонт стал рассматриваться как объём пород между уржумскими и вятскими отложениями. До 2006 года уржумский, северодвинский и вятский горизонты объединялись в татарский ярус. При модернизации стратиграфической шкалы России все три горизонта были преобразованы до ранга ярусов. Уржумский ярус вошёл в состав биармийского отдела, а северодвинский и вятский ярусы — в татарский отдел.

## Определение
Стратотип вятского яруса установлен в Кировской области на правом берегу Вятки, в разрезе быковских и нефёдовских слоёв вятской свиты. Нижняя граница яруса совпадает с основанием остракодовой зоны Wjatkellina fragilina—Dvinella cyrta. В качестве дополнительных маркеров используются основания рыбной зоны Toyemia blumentalis—Strelnia certa, тетраподной подзоны Chroniosaurus levis, а также границей палеомагнитных зон R2/N2. Основание вятского яруса совпадает с лопинским отделом в МСШ, что подтверждается присутствием конодонтов Clarkina postbitteri hongshuiensis и установленной границей палеомагнитных зон R2/N2 в Гваделупских горах.

## Органический мир

### Флора
Последние войновскиевые растения исчезают в вятском веке. Среди растений этого времени домиринуют птеридоспермы. Известны окаменелости родов Pursongia (Tatarina), Peltaspermum и папоротников Prynadaeopteris и Cladophlebis. В вятских отложениях Волго-Уральского региона найдены представители родов Phylladoderma (Aequistomia) и Pleuromeiopsis. В целом заметных отличий вятской флоры от северодвинской не наблюдается.